# Breza (1967.)
Breza je hrvatski cjelovečernji film modernističkog stila pripovijedanja, snimljen 1967. prema Kolarovim novelama Breza i Ženidba Imre Futača. Redatelj Ante Babaja uspješno gravira za svoje filmove tipičnu opsesiju prolaznošću tijela i protokom vremena u razrađeni prikaz materijalizma i seoske svakodnevnice.
Likovi nisu idealizirani zbog surovosti društva - Janica (Manca Košir) nesvjesna realnosti, Joža Sveti (Fabijan Šovagović) destruktivan i mističan. Film je hvaljen zbog dojmljive (zrnaste) fotografije, koja odaje upućenost u boju i kompoziciju hrvatskih naivnih slikara, ali i izrazito filmičnog ugođaja slike i zvuka, koji prati raspoloženje protagonista.
Film je u kasnijim anketama redovito u vrhu najboljih hrvatskih filmova uopće. Na Pulskom festivalu nagrađen je Brončanom arenom za film, a Zlatne arene osvojili su Bata Živojinović za glumca, i Tomislav Pinter za kameru.
Restaurirani film 2008. godine je dodatno digitalno restauriran i objavljen na DVD-u (klasičnom i Blue-Ray) u suradnji Hrvatske kinoteke i T-Coma. DVD je namijenjen školama, a javnosti je dostupan u sklopu zbirke restauriranih i digitaliziranih klasika hrvatskog filma „MAXtv Digiteka”.

## Radnja
Plavokosa Janica smatra se najljepšom djevojkom u nekom zaostalom selu. Mršava je i tiha, pa ljudi govore da se izdvaja od drugih djevojaka kao „breza među bukvama”. Kada doživi kolaps u šumi, spasi ju Joža sveti, lokalni čudak koji ju obožava i odnese natrag u njezin dom. Seoske starice pokušavaju izliječiti slabu Janicu, no bez uspjeha i ona umre ne vidjevši još jednom svog supruga Marka. Na pogrebu, Joža se prisjeća njezina teškog života: bila je lijepa i poželjna djevojka, no pala je na plitkog Marka za kojeg se udala. 
Iako sad u braku, Marko ju je zanemarivao i dalje nastavio sa svojim životnim stilom, opijajući se u krčmama i zavodeći žene. Janicu je to pogodilo, kao i smrt njihova djeteta, iako ju je Joža pokušao razvedriti govoreći da je dijete sad s Bogom i da moli za nju. Natrag u sadašnjost, umjesto da tuguje, Marko dalje nastavlja sa svojim životnim stilom, kao da je već zaboravio na Janicu. Odlazi na svadbu te se tamo potuče. Kada hoda šumom, naiđe na brezu te požali sve i brizne u plač.

## Glumci
- Manca Košir - Janica
- Fabijan Šovagović - Joža sveti
- Velimir Bata Živojinović - Marko Labudan
- Nela Eržišnik - Kata Labudanka, Markova majka
- Stane Sever - Nadšumar
- Stjepan Lektorić - Mika Labudan, Markov otac
- Martin Sagner

## Nagrade
Na festivalu u Puli film je nagrađen Brončanom arenom za film (ex aequo), dok je Velimir Bata Živojinović osvojio Zlatnu arenu za glumca, a T. Pinter za kameru.

## Kritike
Nikica Gilić je za Filmski leksikon zapisao:
„Preglednim pripovijedanjem film se nastavlja na stil Kolarovih novela prema kojima je snimljen (Breza i Ženidba Imre Futača), no struktura je obogaćena duljim kadrovima, dojmljivom fotografijom te izrazito filmičnim ugođajem sklada slike i zvuka. Fatalistička filozofija i opsesija protokom vremena te prolaznošću tijela (tipična za Babajine filmove) razvidna je u kontrastu pojave i glumačkog stila Janice (rudimentarna gluma privlačne manekenke) i Marka (samouvjeren nastup iskusna glumca), u montažnoj sekvenci s brojalicom (Lepi pucek, crni cucek, jedna pura, dva pandura, vsakom dojde smrtna vura), sporednom liku Babice koja prede vunu bez obzira na životne nedaće. Surovost društva prema posebnim ljudima nije banalizirana idealizacijom tih likova – Janica nije sasvim svjesna realnosti te je nesposobna za samoodržanje, dok Joža ima crtu fanatične poganske mistike, s konotacijama destruktivnog puritanizma. Slikovnost filma hvaljena je zbog uspješnog upućivanja na ugođaj, boje i kompoziciju hrvatskih naivnih slikara. No, prilagodba osvjetljenja i boje raspoloženjima likova, s kulminacijom u trenutku Markove spoznaje, potom razrađeni prikaz materijalnosti i svakodnevice te složeni svjetlosni efekti zrnaste filmske fotografije usporedivi su i s akademskim slikarskim stilovima. Konačni dojam estetizacije i modernističke artificijelnosti u prikazu seoskih događaja u zanimljivom je kontrastu s doslovnošću mnogih značenjskih struktura te pojednostavljenom psihologijom nekih likova. Na festivalu u Puli film je nagrađen Brončanom arenom za film (ex aequo), dok je V. B. Živojinović osvojio Zlatnu arenu za glumca, a T. Pinter za kameru. U kasnijim anketama redovito je u samom vrhu najboljih hrvatskih filmova uopće.”

## Vanjske poveznice
- Breza u internetskoj bazi filmova IMDb-a
- "Breza" na Film.hr  Arhivirana inačica izvorne stranice od 4. lipnja 2009. (Wayback Machine)
- Pjesma "Jedna pura, dva pandura" iz filma na YouTube